# 大塚周一 (実業家)
大塚 周一（おおつか しゅういち、1951年9月3日 - ）は、日本の技術者、実業家。エルピーダメモリ最高執行責任者を経て、初代ジャパンディスプレイ社長兼最高経営責任者を務めた。

## 人物・経歴
福岡県出身。福岡県立嘉穂東高等学校を経て、1973年に佐賀大学理工学部物理学科卒業後、進工業入社。1980年日本テキサス・インスツルメンツ入社。1998年ソニー入社。2001年ソニーセミコンダクタネットワークカンパニーシステムデバイスカンパニープレジデント。2002年エルピーダメモリ入社。2004年エルピーダメモリ取締役COO。2011年ジャパンディスプレイ統合準備会社代表取締役。2013年からジャパンディスプレイ代表取締役社長CEOを務め、売上高1兆円を目標に掲げ、事業統合にあたる。2015年退任。